# Isogonal
Inom geometrin är en polytop (en polygon, polyeder eller tessellation) isogonal (eller hörntransitiv) om alla hörn är symmetriskt (under translation, rotation och/eller spegling) lika, vilket innebär att identiska kanter och, för polyedrar och tesselationer, identiska ytor möts på samma sätt (eller spegelvänt) i alla hörn i identiska vinklar, så att man genom translationer, rotationer och speglingar av polytopen kan överföra vilket hörn som helst till läget av vilket annat hörn som helst och ändå bibehålla "ursprungsfiguren".
Dualen till en isogonal polytop är isoedral (yttransitiv - det vill säga att alla ytor är lika), och vice versa, eftersom sidorna i dualen då motsvarar hörnen i den isogonala polytopen blir dualens sidor därigenom också inbördes lika.

## Galleri
Notera: Färgerna i illustrationerna nedan spelar ingen roll för begreppet isogonal, utan är bara till för att markera likformiga ytor.

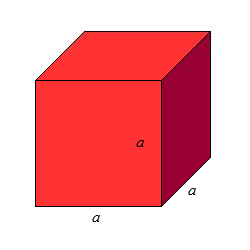
I varje av de åtta hörnen på en kub möts fyra kvadrater ("på samma sätt" - det vill i det här fallet säga det enda möjliga sättet). Kuben är således isogonal. Den är dessutom isotoxal (kanttransitiv - alla kanter är lika och möts på samma sätt) och isoedral (yttransitiv - alla ytor är lika och möts på samma sätt).
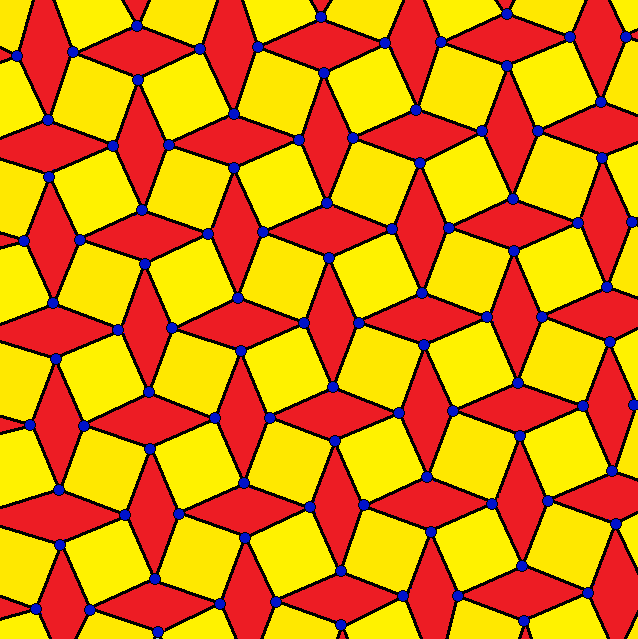
Två gula kvadrater och två röda romber möts på samma sätt i alla hörn i denna tesselation under samma vinklar. Tesselationen är således isogonal. Den är dessutom isotoxal eftersom alla kanter är lika, men inte isoedral eftersom den består av två olika typer av ytor - kvadrater och romber.
Detta rätblock ("tegelsten") har tre olika typer av ytor och tre olika typer av kanter (och är således vare sig isotoxalt eller isoedralt) men, eftersom en kant av varje typ och en yta av varje typ möts "på samma sätt" i varje hörn (om  man inkluderar spegling), är ett rätblock isogonalt.
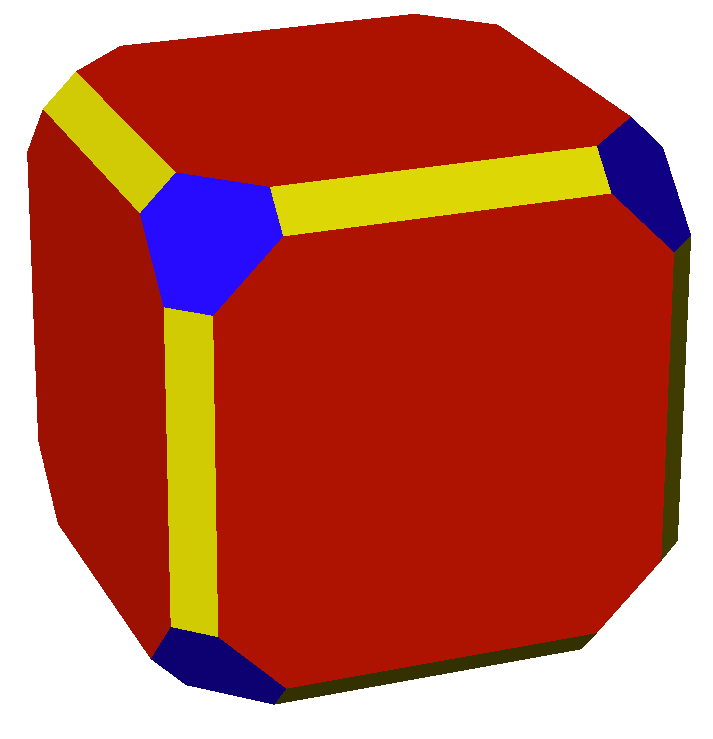
En trunkerad rombkuboktaeder. I varje hörn möts en röd åttahörning, en blå sexhörning och en gul rektangel på samma sätt under samma vinklar (om man inkluderar spegling). Kroppen är således isogonal.
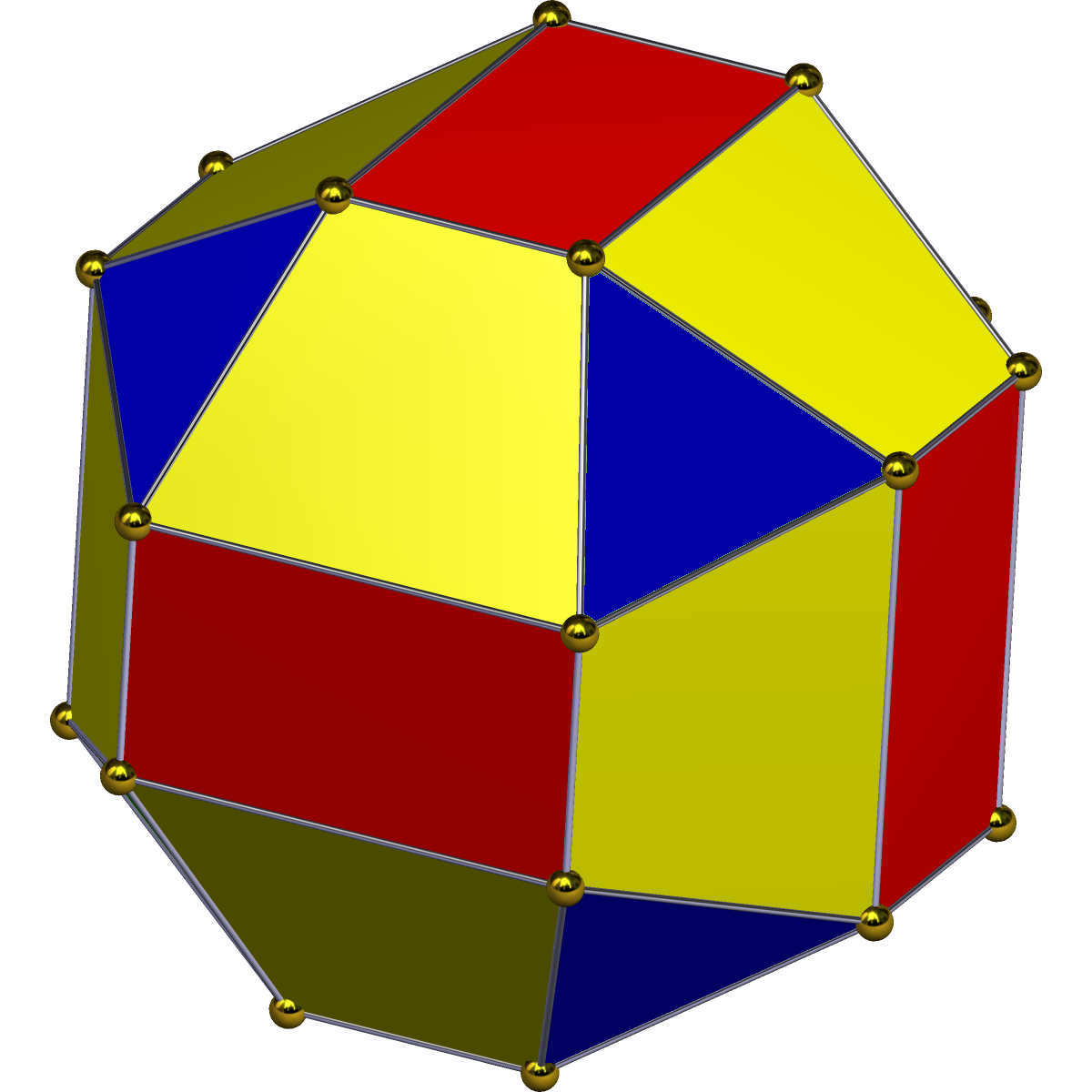
En blå liksidig triangel, två gula (eller gröna) parallelltrapets och en röd rektangel möts på samma sätt under samma vinklar i alla hörn (om man inkluderar spegling). Kroppen är således isogonal.
Ett rätblock (vars kanter är markerade med svart) är isogonalt. Dess dual (vars kanter är markerade med grönt) är därför isoedral. Varje sida på dualen har ju ett hörn i mittpunkten på vardera av de tre olika typerna av sidor som möts på samma sätt (under spegling) i varje hörn av rätblocket och alla dualens sidor är således likformiga trianglar som "möts på samma sätt..." (under spegling).